# Jacob Kleinhempel
Jacob Kleinhempel (* 3. April 1532 in Lichtenstadt, Königreich Böhmen; † 3. April 1604 in Eibenstock) war ein deutscher Unternehmer. Er besaß das Hammerwerk Muldenhammer im Erzgebirge und betrieb als Erster in der dortigen Region einen Hochofen.

## Leben
Kleinhempel erwarb den väterlichen Waffenhammer, den der gleichnamige Vater Jacob Kleinhempel 1531 in Muldenhammer eingerichtet hatte. Er erhielt am 12. März 1588 gemeinsam mit Melchior Siegel aus Eibenstock die Konzession zur Erbauung eines Hochofens zum Schmelzen des Eisensteins. Es war ein Bauwerk von einer Höhe von 6 bis 8 Metern und konnte täglich eine Tonne Eisen produzieren. Bis Mitte des 17. Jahrhunderts blieb der Hammer im Besitz der Familie Kleinhempel. Daher kam die Bezeichnung im Volksmund der Kleinhempel für das Hammerwerk.

## Familie
Er war der Schwiegersohn von Melchior Siegel. Dessen Tochter Margaretha Siegel heiratete ihn am 17. September 1564 in Eibenstock.
Die beiden Söhne von Jacob Kleinhempel, Nicolaus Kleinhempel (1574–1651) und Moritz Kleinhempel, erbten nach dem Tod des Vaters je eine Hälfte des Muldenhammers. Aufgrund von Schulden musste die damals Windischthal genannte Hälfte des Hammers von den Erben des Moritz Kleinhempel an den Stadtrichter Johann Schnorr in Schneeberg verkauft werden. 1651 konnte der Sohn von Moritz Kleinhempel, Christian Kleinhempel, der sich eine Zeit in Pegau aufgehalten hatte, die väterliche Hälfte des Muldenhammers von Schnorrs Erben zurückkaufen. Das meiste Geld dazu musste er sich bei Michael Gottschald in Eibenstock, dem Hammerherrn von Wildenthal erborgen. 1657 musste Kleinhempel aufgrund zunehmender Verschuldung seine Hammerwerkshälfte an Gottschald verpfänden und verpachten und letztendlich für 3241 Gulden am 27. April 1664 in Eibenstock verkaufen.